# Tony Yayo
Marvin Bernard, beter bekend als Tony Yayo (New York, 31 maart 1978) is een Amerikaanse rapper. Hij staat getekend onder het G-Unit Records van 50 Cent, met wie hij opgroeide en zijn carrière grotendeels mee deelde.

## Biografie
Tony Yayo groeide op in de Jamaica-buurt van Queens, New York, samen met 50 Cent en Lloyd Banks. Samen begonnen ze in de jaren 90 mixtapes uit te brengen, en creëerden langzaamaan populariteit op de straten van New York.

### G-Unit
G-Unit werd opgericht door 50 Cent, Lloyd Banks en Tony Yayo, waar later Young Buck bij kwam toen de Cash Money groep, waaronder Young Buck, naar New York kwam, en 50 Cent Young Buck hoorde rappen. Toen in 2002 de solo-mixtape van 50 uitkwam, genaamd 'Guess Who's Back', werd hij ontdekt door Eminem. Met het overweldigende succes van Get Rich or Die Tryin' kreeg 50 zijn eigen label, waar hij onmiddellijk Lloyd Banks, Young Buck en Tony Yayo tekende.

### Gevangenisstraf
Op 31 december 2002 werd Tony Yayo aangehouden wegens illegaal wapenbezit, en kreeg een celstraf van meer dan een jaar. Daardoor werd het voor Yayo onmogelijk om mee te doen op het debuutalbum van G-Unit, "Beg for Mercy". Uiteindelijk was hij alsnog te horen op twee nummers van het album, die al voor de arrestatie waren opgenomen. Terwijl Yayo achter de tralies zat creëerde G-Unit ongekende populariteit en begonnen de 'Free Yayo'-campagne, bedoeld om Yayo eerder vrij te krijgen. Geïnspireerd door de campagne en de garantie van de G-Unit crew dat Yayo zijn kans zou krijgen zodra hij vrij kwam, begon hij in de cel met teksten schrijven voor zijn eventuele debuutalbum. Op 8 januari werd Yayo vrijgelaten, maar de volgende dag werd hij weer opgepakt wegens een vals paspoort, en wederom moest hij achter de tralies, dit keer slechts voor een paar weken. Toen hij weer vrijgelaten werd kon hij eindelijk beginnen met opnemen voor zijn debuutalbum.

### Thoughts of a Predicate Felon
Na een aantal G-Unit mixtapes te hebben gedaan om zijn straat niveau terug te krijgen, bracht hij in de zomer van 2005 zijn eerste single 'So Seductive' uit, wat een bescheiden hit werd. Op 30 augustus 2005 kwam 'Thoughts of a Predicate Felon' daadwerkelijk uit. Het album piekte in de Billboard 200 op #2 en behaalde de gouden status, en daarmee werd het het eerste G-Unit album dat niet de platina status van 1.000.000 platen haalde. Wereldwijd verkocht het album 800.000 platen. Een groot deel van de G-Unit Records crew verscheen op het album en productie kwam van producers als Eminem, Kon Artis, J.R. Rotem en Dr. Dre. De singles waren achtereenvolgens "So Seductive", "Curious" en "I Know You Don't Love Me".

## Discografie

### Albums
- 2005: Thoughts of a Predicate Felon

### Singles
Thoughts of a Predicate Felon
- "So Seductive" (ft. 50 Cent)
- "Curious" (ft. Joe)
- "I Know You Don't Love Me" (ft. 50 Cent, Lloyd Banks en Young Buck)

Studioalbums: Thoughts of a Predicate Felon

Singles: So Seductive · Curious · I Know You Don't Love Me

Gerelateerde artikels: G-Unit · G-Unit Records

- Bibliothèque nationale de France: cb15007007z (data)
- International Standard Name Identifier: 0000 0000 4389 8157
- Library of Congress Control Number: no2004109818
- MusicBrainz: 45d21b70-e139-4ff9-b487-3c003fa7af0b
- Virtual International Authority File: 44578239
- WorldCat: E39PBJvRQhqKwCPJFg499KM773